# Bruno Heluin
 (juillet 2017).
Si vous disposez d'ouvrages ou d'articles de référence ou si vous connaissez des sites web de qualité traitant du thème abordé ici, merci de compléter l'article en donnant les références utiles à sa vérifiabilité et en les liant à la section « Notes et références ».
Bruno Heluin, né le 12 septembre 1966 à Madrid, est un militaire français, général de l'Armée de terre.

## Biographie

### Études
Ses études civiles se sont achevées en 1989 par l’obtention d’une maîtrise d’informatique appliquée à la gestion à l’université de Paris XII.

### Carrière militaire
Après ses études universitaires, il satisfait aux obligations du service national, qui existait alors. Appelé du contingent, il choisit en 1989 de suivre le cours des élèves officiers de réserve à l’École militaire de l’infanterie de Montpellier. Il obtient à l’issue de sa formation une affectation au régiment d’infanterie de Marine du Pacifique–Polynésie où il sert une année en qualité de chef de section de combat dans la compagnie isolée de Taravao. Il sert au-delà de la durée du service national (alors de douze mois) en étant affecté en qualité de rédacteur au 21e régiment d'infanterie de marine (Fréjus).
En 1991, il accède au corps des officiers des armes de l'Armée de terre, par la procédure d'activation prévue par l'article 15.3 du décret relatif aux officiers des armées de l'Armée de terre, pour les officiers titulaires de diplômes sanctionnant au moins quatre années d'études supérieures après le baccalauréat. Il rejoint alors la division d’application de l’École d’application de l’infanterie. Choisissant de servir au 3e régiment d’infanterie de Marine (Vannes), il est affecté à la 1re compagnie en qualité de chef de section de combat. Il participe successivement à l’opération Iskoutir (Djibouti, 1992), à une mission de courte durée au Gabon (1994) puis à l’opération Turquoise (Rwanda, 1994) où il est décoré de la croix de la Valeur militaire avec étoile de bronze. Détaché en compagnie d'instruction, il forme un contingent de militaires du rang avant leur envoi à Sarajevo dans le cadre de la Force de protection des Nations unies (FORPRONU, en ex-Yougoslavie, 1995). Il y est blessé le 27 mai 1995 en emmenant sa section à l’assaut du pont de Vrbanja, son unité étant rattachée à la compagnie dirigée par le capitaine François Lecointre. Son action lui vaut d’être décoré de la Légion d’honneur et de la croix de la Valeur militaire avec citation à l’ordre de l’armée.
Nommé capitaine en 1995, il sert à l’École d’application de l’infanterie durant deux années à l’encadrement des élèves officiers de réserve. Il se voit confier le commandement de la 1re compagnie de combat du 5e régiment interarmes d’Outre-mer (Djibouti) de 1997 à 1999.
À l’issue du diplôme d’état-major (2000), il est affecté au lycée militaire d’Aix-en-Provence à la programmation des activités. Chef de bataillon en 2002, il est intégré successivement à la 116e promotion du cours supérieur d’état-major (2003) et à la 11e promotion du Collège interarmées de Défense (2003-2004).
Il rejoint en 2004 le 2e régiment d'infanterie de marine (Le Mans) en qualité de chef du bureau « Renseignement opérations instruction ». Il participe avec le régiment à une mission de courte durée au Tchad (2005) pour l'opération Épervier. Il est nommé lieutenant-colonel en 2005.
De 2006 à 2008, le lieutenant-colonel Heluin est affecté en Nouvelle-Calédonie au poste de chef de la division opérations de l’état-major interarmées.
En 2008, il rejoint le Centre de planification et de conduite des opérations de l’état-major des armées en qualité d’officier RETEX (retours d'expérience). Il dirige le bureau d’analyse pour les opérations d’information et, à ce titre, a suivi les cours de planification « Opérations d’information et opérations militaires d’influence » au Collège de défense de l'OTAN.
Il est promu au grade de colonel en 2009 et a pris le commandement du 2e régiment d'infanterie de marine stationné au camp d'Auvours, à côté du Mans le 8 juillet 2010. À ce titre, il commande le bataillon interarmes Richelieu en Afghanistan (2011).
Il sert comme chef d'état-major de la 9e brigade d'infanterie de marine de 2012 à 2015,,. Il devient cadre professeur à l'École de guerre en 2015 puis auditeur de la 128e promotion du Collège de défense de l'OTAN. Il est commandant du groupement Terre de l'École de guerre de 2016 à 2017 puis est affecté en poste à l'OTAN, à Norfolk, au commandement allié pour la transformation jusqu'en juillet 2020.
Après un passage à Lille au Corps de Réaction Rapide, le colonel Heluin occupe depuis l'été 2022 la fonction d'attaché de défense près l'ambassade de France au Canada.
Par décret du 9 avril 2025, il est promu Général de brigade en deuxième section avec prise de rang du 13 septembre 2025.

### Fait d'armes
Il est avec François Lecointre, qui commandait la compagnie, l'un des deux officiers ayant combattu lors de la bataille du pont de Vrbanja, conduite baïonnette au canon.

## Vie privée
Il est marié et père de deux enfants.

## Grades militaires
- 1989 : aspirant
- 1990 : sous-lieutenant
- 1991 : lieutenant
- 1995 : capitaine
- 2001 : chef de bataillon
- 2005 : lieutenant-colonel
- 2009 : colonel
- 2025 : général de brigade.

## Décorations
Les distinctions et décorations attribuées au colonel Heluin sont (liste non exhaustive) :
|  |  |  |  |
|  |  |  |  |
|  |  |  |  |
|  |  |  |  |

- Commandeur de la Légion d'honneur[5] (Officier de 2012[6]).
- Officier de l'Ordre national du Mérite .
- Croix de la Valeur militaire avec citations à l’ordre de l’armée, à l'ordre du corps d'armée et à l'ordre de la brigade.
- Croix du combattant.
- Médaille d'Outre-Mer avec agrafes.
- Médaille d'or de la Défense nationale avec étoile d'argent.
- Médaille de la Défense Nationale avec agrafe.
- Médaille de la reconnaissance de la Nation avec agrafe "Opérations Extérieures".
- Médaille commémorative avec agrafes "Afghanistan" et "Ex-Yougoslavie".
- Médaille des blessés de guerre (1 blessure).
- Médaille des Nations unies opération FORPRONU Ex-Yougoslavie.
- Médaille OTAN Afghanistan.
- Médaille de l'Union Européenne EUTM Mali.
- Officier de l'ordre national du Mali.
- Médaille du couronnement de Charles III (Canada)